# Андре-Жан Фестюж'єр
Андре-Жан Фестюжьєр (фр. André-Jean Festugière ; 15 березня 1898, Париж — 13 серпня 1982, Сен-Дізьє, Верхня Марна) — французький історик античної філософії та релігії, філолог-класик.

## Біографія
Під час народження Фестюж'єр отримав ім'я Жан. У роки Першої світової війни закінчив класичну гімназію у Парижі. Фестюж'єр здобув освіту у Вищій педагогічній школі.
У 1923 році пережив у бельгійському монастирі Маресу (фр.) особливий релігійний підйом, який змусив його звернутися до чернецтва. При вступі в чернецтво прийняв нове ім'я — Андре-Марі (на згадку про померлого брата Андре). Того ж року він приєднався до домініканського католицького ордену. 1930 року отримав сан священика. У 1936 році захистив докторську дисертацію на тему «Споглядання та споглядальне життя за Платоном».
Фестюж'єр переважно жив у домініканському монастирі в Парижі, провадячи спокійний спосіб життя. Релігійне життя він поєднував із викладацькою діяльністю як у домініканському культурному центрі, так і читаючи курс лекцій у Практичній школі вищих досліджень у 1942—1968 роках. З 1943 року Фестюж'єр протягом тривалого часу був завідувачем навчальної частини цього вищого навчального закладу. У 1958 році Фестюж'єр був обраний до складу Академії написів та красного письменства.

## Наукова діяльність
Більшість друкованих праць Фестюж'єра присвячена історії античної релігії та герметизму, історії взаємодії стародавніх релігій Середземномор'я та християнства, релігійних поглядів античних філософів. Фестюж'єр — автор численних коментованих перекладів творів античних авторів, таких, як Гіппократ, Артемідор Ефеський, Созомен. Особливого значення набув переклад Фестюж'єра численних творів античного філософа Прокла. Спільно з англійським філологом та істориком Артуром Дербі Ноком підготував до друку коментоване видання «Герметичного корпусу».
Фестюж'єр підписував свої наукові праці ім'ям Андре-Жан, поєднавши своє ім'я та ім'я улюбленого брата.

## Праці
- Carnet de fouilles Délos (1922), Archives EFA.
- Le Sanctuaire de Silvain (1922), Archives EFA.
- L'idéal religieux des Grecs et l'Évangile, 1932

- Prix Thérouanne 1933 de l’Académie française.
- Sa thèse de doctorat, sous la direction de Léon Robin, Contemplation et Vie contemplative selon Platon, 1933. (Vrin, 1936)
- Socrate, Flammarion, 1934.
- Le monde gréco-romain au temps de Notre-Seigneur, Bloud & Gay, coll. « Bibliothèque catholique des sciences religieuses », Paris, 1936

- Prix d'Académie 1936 de l’Académie française.
- Contemplation et vie contemplative selon Platon. Paris, J. Vrin, 1936 ; réimp. 1975. (Bibliothèque de philosophie). ISBN 2-7116-0242-7.
- L'Enfant d'Agrigente, coll. Antiquariat, Éditions du Cerf, 1941

- Prix Bordin 1951 de l’Académie française.
- La sainteté, 1942.
- La Révélation d’Hermès Trismégiste, Paris, Les Belles Lettres, 1944-1954 (4 volumes) 
  - vol. I : L'astrologie et les sciences occultes (1944), xiv-424 p. ;
  - vol. II : Le dieu cosmique (1949), xvii-610 p. ;
  - vol. III :  Les doctrines de l'âme (1953), xiv-314 p. ;
  - vol. IV : Le dieu inconnu et la gnose (1954), xi-319 p.

Перевидання
1 vol., Paris, Les Belles Lettres, 2006, 1700 p. Réédition en un volume, revu et corrigé par Concetta Luna, indices par Nicolas Roudet, avec un prodrome du Pr. Henri Dominique Saffrey, Paris, Les Belles Lettres, 2014 978-2-251-32674-0.
- Épicure et ses dieux. Paris, PUF, 1946 ; 3e éd. 1985. (Quadrige ; 64). ISBN 2-13-038592-3.
- Liberté et civilisation chez les grecs, Éditions de la Revue des jeunes, Paris, 1947.
- Personal religion among the Greeks. Berkeley, Sather Lectures 26, University of California Press, 1954.
- Antioche païenne et chrétienne. Libanius, Chrysostome et les moines de Syrie, Bibliothèque des Écoles françaises d'Athènes et de Rome, fasc. 184, de Boccard, Paris, 1959.
- Hermétisme et mystique païenne, Paris, Aubier Montaigne, 1967.
- Les Collections grecques de miracles, publiées chez Picard en 1971.
- George Herbert, poète, saint anglican, 1971.
- Études de philosophie grecque. Paris, J. Vrin, 1971. (Bibliothèque d'histoire de la philosophie). ISBN 2-7116-0243-5.
- Études de religion grecque et hellénistique. Paris, J. Vrin, 1972. (Bibliothèque d'histoire de la philosophie). ISBN 2-7116-0244-3.
- Les trois "Protreptiques" de Platon : Euthydème, Phédon, Epinomis. Paris, J. Vrin, 1973. (Bibliothèque d'histoire de la philosophie).
- Observations stylistiques sur l'Évangile de S. Jean, Klincksieck, Paris, 1974.
- Études d'histoire et de philologie. Paris, J. Vrin, 1975. (Bibliothèque d'histoire de la philosophie). ISBN 2-7116-0246-X.
- La Vie spirituelle en Grèce à l'époque hellénistique ou les besoins de l'esprit dans un monde raffiné, A. et J. Picard, Paris, 1977.
- La philosophie de l'amour de Marsile Ficin et son influence sur la littérature française au XVIe. Paris, J. Vrin, 1980. (Études de philosophie médiévale 31). ISBN 2-7116-8072-X.
- Dix textes inédits tirés du Ménologe impérial de Koutloumous : édition princeps et traduction française François Halkin et André-Jean Festugière, Cahiers d'orientalisme, Cramer, Genève, 1984.